# Guericke (cràter)

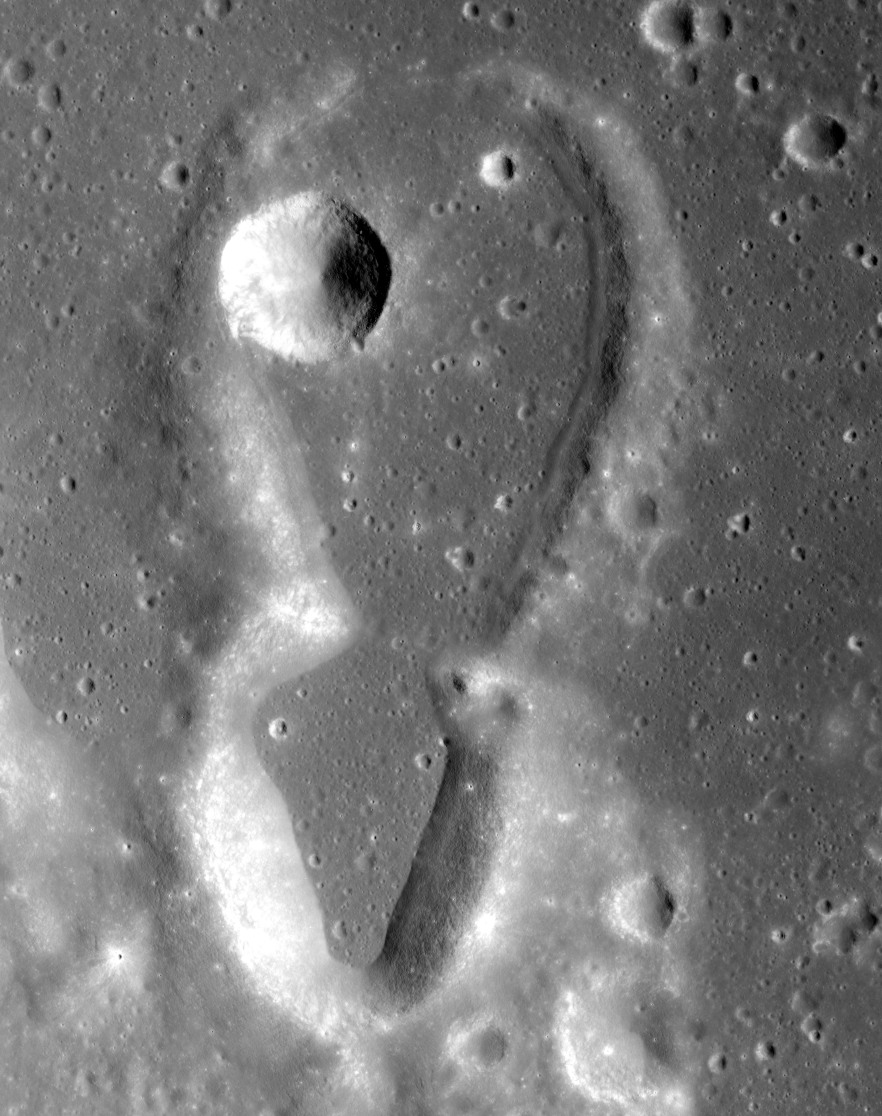
Cràters Guericke S i J. Aquesta àrea de 18 km de longitud amb "figura de 8" formada per cràters circulars probablement no va ser formada per impactes a hipervelocitat de materials des de l'espai. Podria ser un cràter secundari format pels projectils despresos de l'impacte que va originar la conca del Mare Imbrium, situat 700 km al nord. La terrassa a la base de les parets del cràter podrien ser les restes de les parets o un "anell de banyera" d'un element anterior a la formació de la mar lunar. D'altra banda, la parella de cràters i la terrassa podrien haver estat formades per erupcions volcàniques. El cràter brillant superposat és més jove que els altres i sense relació amb la parella amb la "figura de 8" o el mare. (Imatge i text de la NASA)

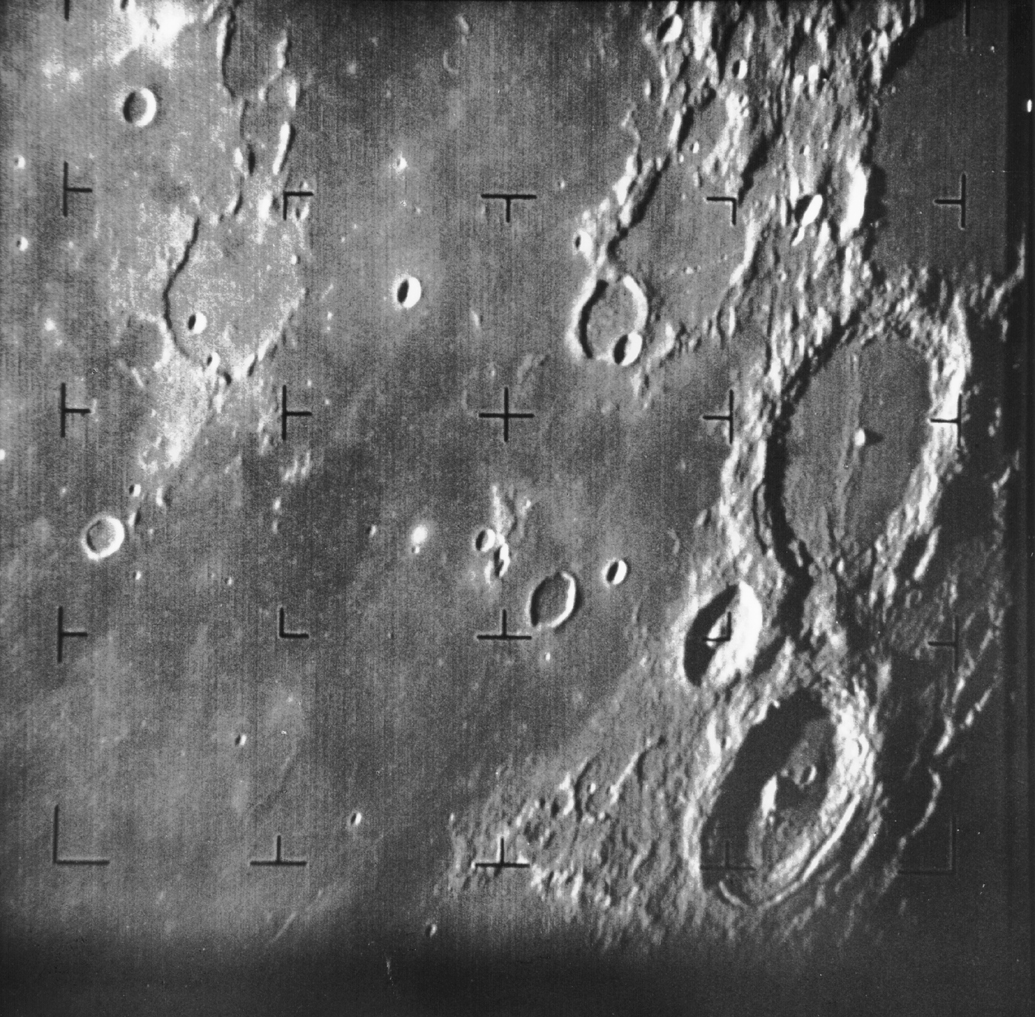
Guericke es troba en la part superior esquerra d'aquesta imatge presa pel Ranger 7, la primera imatge de la lluna presa per una nau espacial nord-americana. El cràter Alphonsus apareix al centre a la dreta.

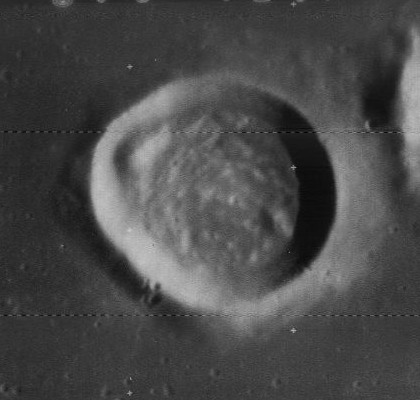
Guericke B

Guericke és el romanent d'un cràter d'impacte lunar situat en la part nord de la Mare Nubium. Cap al nord-nord-oest es troba el gran cràter Fra Mauro, juntament amb els cràters units Parry i Bonpland. A l'est es troben els cràters Kundt i Davy.

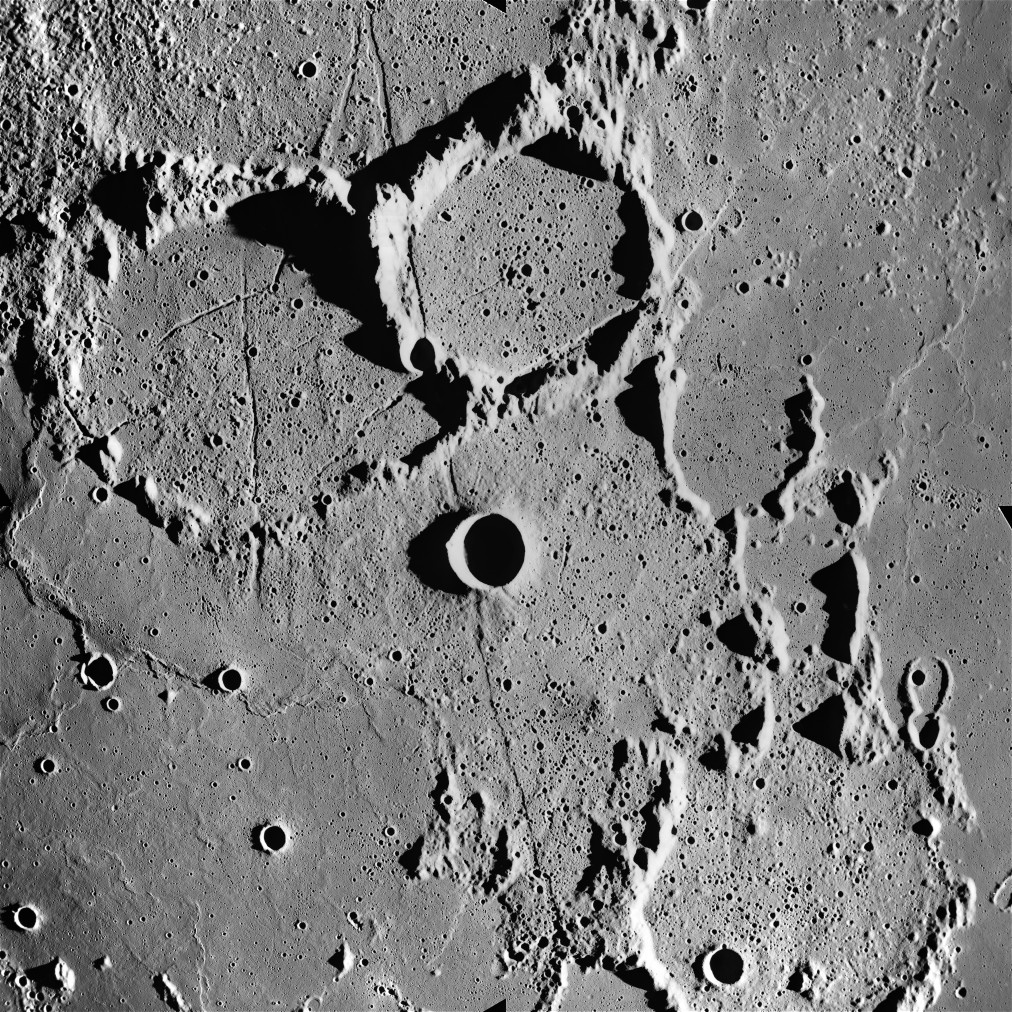
Fotografia de la missió Apol·lo 16. Guericke, a baix a la dreta.

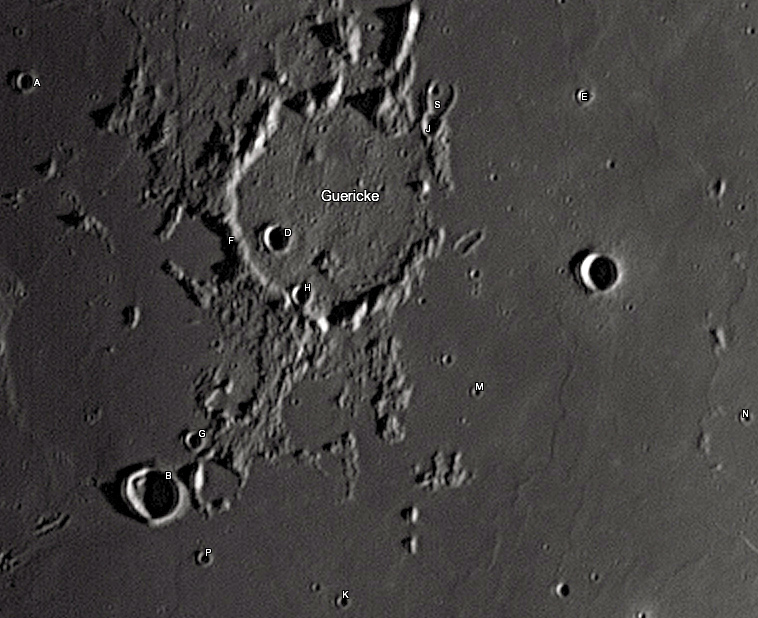
Denominació dels cràters propers a Guericke

La vora supervivent de Guericke ha estat desgastada i en part submergida en la lava basáltica que cobreix el sòl. La paret és ara poc més que una sèrie de crestes circulars que s'uneixen amb pujades que flueixen cap al nord, nord-oest i sud. El romanent del cràter inundat Guericke F està unit a l'exterior del contorn de Guericke en el seu sector sud-oest. La superfície d'inundació interior presenta unes petites elevacions en la superfície gairebé plana. Dos cràters (Guericke D i H) marquen el sòl en el quadrant sud-oest.

## Cràters satèl·lit
Per convenció aquests elements són identificats en els mapes lunars posant la lletra en el costat del punt central del cràter que està més prop de Guericke.
|          | \| Guericke \| Coordenades \| Diàmetre \| \| -------- \| ------------------------------------ \| -------- \| \| A \| 11° 06′ S, 17° 18′ O / 11.1°S,17.3°O \| 5 km \| \| B \| 14° 30′ S, 15° 18′ O / 14.5°S,15.3°O \| 16 km \| \| D \| 12° 00′ S, 14° 36′ O / 12.0°S,14.6°O \| 8 km \| \| E \| 10° 00′ S, 12° 00′ O / 10.0°S,12.0°O \| 4 km \| \| F \| 12° 12′ S, 15° 18′ O / 12.2°S,15.3°O \| 21 km \| \| G \| 14° 00′ S, 15° 00′ O / 14.0°S,15.0°O \| 5 km \| \| H \| 12° 24′ S, 14° 12′ O / 12.4°S,14.2°O \| 6 km \| \| J \| 10° 36′ S, 13° 24′ O / 10.6°S,13.4°O \| 8 km \| \| K \| 15° 06′ S, 13° 18′ O / 15.1°S,13.3°O \| 3 km \| \| M \| 12° 54′ S, 12° 30′ O / 12.9°S,12.5°O \| 2 km \| \| N \| 12° 30′ S, 9° 54′ O / 12.5°S,9.9°O \| 3 km \| \| P \| 15° 00′ S, 14° 36′ O / 15.0°S,14.6°O \| 3 km \| \| S \| 10° 18′ S, 13° 18′ O / 10.3°S,13.3°O \| 11 km \| |          |
| Guericke | Coordenades | Diàmetre |
| A        | 11° 06′ S, 17° 18′ O / 11.1°S,17.3°O | 5 km     |
| B        | 14° 30′ S, 15° 18′ O / 14.5°S,15.3°O | 16 km    |
| D        | 12° 00′ S, 14° 36′ O / 12.0°S,14.6°O | 8 km     |
| E        | 10° 00′ S, 12° 00′ O / 10.0°S,12.0°O | 4 km     |
| F        | 12° 12′ S, 15° 18′ O / 12.2°S,15.3°O | 21 km    |
| G        | 14° 00′ S, 15° 00′ O / 14.0°S,15.0°O | 5 km     |
| H        | 12° 24′ S, 14° 12′ O / 12.4°S,14.2°O | 6 km     |
| J        | 10° 36′ S, 13° 24′ O / 10.6°S,13.4°O | 8 km     |
| K        | 15° 06′ S, 13° 18′ O / 15.1°S,13.3°O | 3 km     |
| M        | 12° 54′ S, 12° 30′ O / 12.9°S,12.5°O | 2 km     |
| N        | 12° 30′ S, 9° 54′ O / 12.5°S,9.9°O | 3 km     |
| P        | 15° 00′ S, 14° 36′ O / 15.0°S,14.6°O | 3 km     |
| S        | 10° 18′ S, 13° 18′ O / 10.3°S,13.3°O | 11 km    |

Els següents cràters han estat canviats el nom per la UAI.
- Guericke C: Veure el cràter Kundt.